# Mistrzostwa Świata Juniorów w Narciarstwie Klasycznym 2008
Mistrzostwa Świata Juniorów w Narciarstwie Klasycznym 2008 odbyły się w dniach 22 lutego – 1 marca we włoskim Malles Venosta (biegi narciarskie) oraz w Zakopanem (skoki narciarskie i kombinacja norweska). Pierwotnie całe zawody miały się odbyć w Polsce, w Beskidach: zawody w skokach narciarskich miały się odbyć w Szczyrku oraz Wiśle, a w biegach - w Istebnej. Na tę okazję przebudowano też skocznię Skalite w Szczyrku. Zawody jednak zostały przesunięte do Zakopanego z powodu braku śniegu w Beskidach.

## Program
23 lutego
- Biegi narciarskie – sprint (M/K)

24 lutego
- Biegi narciarskie (U 23) – sprint (M/K)

25 lutego
- Biegi narciarskie – 5 kilometrów (K), 10 kilometrów (M)

26 lutego
- Biegi narciarskie (U 23) – 10 kilometrów (K), 15 kilometrów (M)

27 lutego
- Biegi narciarskie – 10 kilometrów łączony (K), 20 kilometrów łączony (M)
- Kombinacja norweska – skocznia normalna, 10 kilometrów indywidualnie (M)
- Skoki narciarskie – skocznia normalna indywidualnie (M)

28 lutego
- Skoki narciarskie – skocznia normalna indywidualnie (K)
- Kombinacja norweska – skocznia normalna, 5 kilometrów drużynowo (M)
- Biegi narciarskie (U 23) – 15 kilometrów łączony (K), 30 kilometrów łączony (M)

29 lutego
- Skoki narciarskie – skocznia normalna drużynowo (M)
- Kombinacja norweska – skocznia normalna, 5 kilometrów indywidualnie (M)
- Biegi narciarskie – sztafeta 4x3,3 kilometrów (K), 4x5 kilometrów (M)

## Medaliści

### Biegi narciarskie - juniorzy
Mężczyźni
| Konkurencja                      | Data           | Złoto                                                                          | Srebro                                                                  | Brąz                                                                                    |
| -------------------------------- | -------------- | ------------------------------------------------------------------------------ | ----------------------------------------------------------------------- | --------------------------------------------------------------------------------------- |
| Sprint techniką dowolną          | 23 lutego 2008 | Calle Halfvarsson                                                              | Jesper Modin                                                            | Raul Szakirzianow                                                                       |
| Bieg łączony na 20 km            | 27 lutego 2008 | Philipp Marschall                                                              | Piotr Siedow                                                            | Andriej Gridin                                                                          |
| Bieg na 10 km techniką klasyczną | 25 lutego 2008 | Hans Christer Holund                                                           | Alex Harvey                                                             | Tim Tscharnke                                                                           |
| Bieg sztafetowy 4x5 km           | 29 lutego 2008 | Rosja Andriej Feller · Piotr Siedow · Jewgienij Garaniczew · Raul Szakirzianow | Niemcy Hannes Dotzler · Thomas Bing · Philipp Marschall · Tim Tscharnke | Kazachstan Giennadij Matwijenko · Witalij Aleksandrow · Andriej Gridin · Mark Starostin |

Kobiety
| Konkurencja                     | Data           | Złoto                                                                                       | Srebro                                                             | Brąz                                                                            |
| ------------------------------- | -------------- | ------------------------------------------------------------------------------------------- | ------------------------------------------------------------------ | ------------------------------------------------------------------------------- |
| Sprint techniką dowolną         | 23 lutego 2008 | Laure Barthélémy                                                                            | Aurélie Dabudyk                                                    | Lucia Joas                                                                      |
| Bieg łączony na 10 km           | 27 lutego 2008 | Therese Johaug                                                                              | Laure Barthélémy                                                   | Lisa Larsen                                                                     |
| Bieg na 5 km techniką klasyczną | 25 lutego 2008 | Therese Johaug                                                                              | Ingvild Flugstad Østberg                                           | Lucia Joas                                                                      |
| Bieg sztafetowy 4x3,3 km        | 29 lutego 2008 | Norwegia Celine Brun-Lie · Therese Johaug · Ingvild Flugstad Østberg · Marthe Kristoffersen | Szwecja Hanna Brodin · Therese Svensson · Lisa Larsen · Hanna Falk | Finlandia Johanna Heinanen · Kerttu Niskanen · Satu Annila · Krista Lähteenmäki |

### Biegi narciarskie - U 23
Mężczyźni
| Konkurencja                      | Data           | Złoto            | Srebro              | Brąz              |
| -------------------------------- | -------------- | ---------------- | ------------------- | ----------------- |
| Bieg na 15 km techniką klasyczną | 26 lutego 2008 | Martin Jakš      | Aleksiej Połtoranin | Petter Eliassen   |
| Bieg na 30 km techniką dowolną   | 28 lutego 2008 | Dario Cologna    | Ilja Czernousow     | Maurice Manificat |
| Sprint techniką dowolną          | 24 lutego 2008 | Robin Bryntesson | Cyril Miranda       | Nikołaj Moriłow   |

Kobiety
| Konkurencja                      | Data           | Złoto        | Srebro             | Brąz              |
| -------------------------------- | -------------- | ------------ | ------------------ | ----------------- |
| Bieg na 10 km techniką klasyczną | 26 lutego 2008 | Olga Tiagaj  | Aurore Ciunet      | Silja Tarvonen    |
| Bieg na 15 km techniką dowolną   | 28 lutego 2008 | Olga Tiagaj  | Silja Tarvonen     | Elizabeth Stephen |
| Sprint techniką klasyczną        | 24 lutego 2008 | Vesna Fabjan | Ida Ingemarsdotter | Mari Laukkanen    |

### Skoki narciarskie
Mężczyźni
| Konkurencja                       | Data           | Złoto                                                               | Srebro                                                                              | Brąz                                                                  |
| --------------------------------- | -------------- | ------------------------------------------------------------------- | ----------------------------------------------------------------------------------- | --------------------------------------------------------------------- |
| Skocznia normalna - indywidualnie | 27 lutego 2008 | Andreas Wank                                                        | Shōhei Tochimoto                                                                    | Andreas Strolz                                                        |
| Skocznia normalna - drużynowo     | 29 lutego 2008 | Niemcy Felix Schoft · Severin Freund · Pascal Bodmer · Andreas Wank | Austria Thomas Thurnbichler · Manuel Poppinger · David Unterberger · Andreas Strolz | Polska Krzysztof Miętus · Dawid Kowal · Maciej Kot · Łukasz Rutkowski |

Kobiety
| Konkurencja                       | Data           | Złoto                      | Srebro            | Brąz        |
| --------------------------------- | -------------- | -------------------------- | ----------------- | ----------- |
| Skocznia normalna - indywidualnie | 28 lutego 2008 | Jacqueline Seifriedsberger | Elena Runggaldier | Katja Požun |

### Kombinacja norweska
Mężczyźni
| Konkurencja                                      | Data           | Złoto                                                                | Srebro                                                              | Brąz                                                                                                |
| ------------------------------------------------ | -------------- | -------------------------------------------------------------------- | ------------------------------------------------------------------- | --------------------------------------------------------------------------------------------------- |
| Skocznia normalna, bieg na 5 km - indywidualnie  | 29 lutego 2008 | Tomaz Druml                                                          | Tommy Schmid                                                        | Alessandro Pittin                                                                                   |
| Skocznia normalna, bieg na 10 km - indywidualnie | 27 lutego 2008 | Alessandro Pittin                                                    | Tomaz Druml                                                         | Janne Ryynänen                                                                                      |
| Skocznia normalna, bieg na 4x5 km - drużynowo    | 29 lutego 2008 | Niemcy Wolfgang Bösl · Markus Förster · Andreas Günter · Stefan Tuss | Austria Dominik Dier · Johannes Weiss · Robert Hauser · Tomaz Druml | Norwegia Ole Christian Wendel · Truls Sønstehagen Johansen · Per Sannes Heger · Ole Martin Storlien |

## Tabela medalowa
| Klasyfikacja medalowa | Klasyfikacja medalowa | Klasyfikacja medalowa | Klasyfikacja medalowa | Klasyfikacja medalowa | Klasyfikacja medalowa |
| Lp.                   | Państwo               | złoto                 | srebro                | brąz                  | złoto · srebro · brąz |
| --------------------- | --------------------- | --------------------- | --------------------- | --------------------- | --------------------- |
| 1.                    | Niemcy                | 4                     | 1                     | 3                     | 8                     |
| 2.                    | Norwegia              | 4                     | 1                     | 2                     | 7                     |
| 3.                    | Rosja                 | 3                     | 2                     | 2                     | 7                     |
| 4.                    | Austria               | 2                     | 3                     | 1                     | 6                     |
|                       | Szwecja               | 2                     | 3                     | 1                     | 6                     |
| 6.                    | Francja               | 1                     | 4                     | 1                     | 6                     |
| 7.                    | Włochy                | 1                     | 1                     | 1                     | 3                     |
| 8.                    | Szwajcaria            | 1                     | 1                     | 0                     | 2                     |
| 9.                    | Słowenia              | 1                     | 0                     | 1                     | 2                     |
| 10.                   | Czechy                | 1                     | 0                     | 0                     | 1                     |
| 11.                   | Finlandia             | 0                     | 1                     | 4                     | 5                     |
| 12.                   | Kazachstan            | 0                     | 1                     | 2                     | 3                     |
| 13.                   | Japonia               | 0                     | 1                     | 0                     | 1                     |
|                       | Kanada                | 0                     | 1                     | 0                     | 1                     |
| 15.                   | Polska                | 0                     | 0                     | 1                     | 1                     |
|                       | Stany Zjednoczone     | 0                     | 0                     | 1                     | 1                     |